# Rozsocha (Ještědsko-kozákovský hřbet)
Rozsocha (767 m n. m., německy Dreiklafterberg) je hora v okrese Liberec Libereckého kraje. Leží asi 2 km vsv. od Noviny, na trojmezí katastrálních území Kryštofovo Údolí, Machnín a Horní Suchá u Liberce. Je součástí Přírodního parku Ještěd.

## Popis
Je to plochý kupovitý vrchol v jihovýchodní části severovýchodního hřbetu geomorfologického okrsku, budovaný kambrickými chlorit-sericitickými fylity a pokrývačskými fylity s vložkami zelených břidlic. Na vysokých svazích (zejména k severozápadu a severu) jsou deskovité sutě. Vrch je zalesněný smrkovými porosty s bukem, na severních svazích jsou zbytky bučin, místy suťových lesů. Zachovalé listnaté lesy jsou chráněné v Národní přírodní rezervaci Karlovské bučiny (na severním svahu). Z četných mýtin jsou dílčí výhledy.
Rozsocha tvoří spolu s vrcholy Spálený vrch (660 m), Kaliště (745 m) a Černá hora (811 m) takzvaný Černohorský hřbet který je oddělen sníženinou Výpřež (též Tetřeví sedlo) od Ještědu.

## Geomorfologické zařazení
Hora náleží do celku Ještědsko-kozákovský hřbet, podcelku Ještědský hřbet, okrsku Kryštofovy hřbety, podokrsku Rozsošský hřbet a části Černohorský hřbet.

## Přístup
Přes vrchol přechází zelená turistická značka vedoucí z Machnína na Výpřež. Z Machnína je to na vrchol Rozsochy 4 km, z Výpřeže potom 3,5 km. Z vrcholu vede po bočním hřebeni neznačená cesta přes kopec Spálený vrch do Kryštofova údolí.